# 天国の本屋〜恋火
『天国の本屋〜恋火』（てんごくのほんや〜こいび）は、2004年6月5日公開の日本映画。松竹配給。

## 概要
原作の『天国の本屋』（松久淳と田中渉の共著）は、かまくら春秋社から2000年に刊行されたものの売れ行きは芳しくなく、在庫品となっていたものを岩手県盛岡市の「さわや書店」店長が偶然読んで感動し、独自に宣伝して評判を広めたことによりロングセラーとなった変り種。これに『恋火』のストーリーを加え、篠原哲雄と狗飼恭子が共同で脚本を担当して映画化したロマンティック・ファンタジー映画。
後半の設定と新井浩文と原田芳雄のシーンの脚本を、原田芳雄が「気に入らねぇ、これだ」と自ら書かれた脚本を監督に渡して、それがそのまま通った。
主演を務めた竹内結子は、一人二役に初挑戦。

## あらすじ
舞台は天国。アロハシャツを着た怪しげな男・ヤマキが店長を務める「天国の本屋」で、ひょんなことから短期アルバイトをすることになったピアニストの健太は、憧れのピアニスト・翔子と出会う。しかし、翔子は生前の事故が原因で片耳の聴覚を失い、失意でピアノが弾けなくなっていた。翔子は、健太の協力を得て断念していた恋人の花火をモチーフにしたピアノ組曲の10曲目『永遠』を完成させようと試みる。
一方、地上では、翔子の姪・香夏子が長らく中止となっている地元の花火大会を復活させるべく奮闘中。暴発事故で翔子の聴覚を奪った責任を感じ、花火師を辞めてしまった翔子の恋人・瀧本に伝説の「恋する花火」を打ち上げるよう説得する香夏子。
天国で組曲を完成させ、地上から伝説の花火が打ち上げられたとき奇跡が起きる……。

## キャスト
- 長瀬香夏子 / 桧山翔子：竹内結子（二役）
- 町山健太：玉山鉄二
- 由衣（天国の本屋・店員）：香里奈
- サトシ（天国の本屋・店員）：新井浩文
- ヤマキ（天国の本屋・店長）：原田芳雄
- 瀧本（翔子の恋人、花火師）：香川照之
- マル：大倉孝二
- 千太郎：斉藤陽一郎
- ヨネ：吉田日出子
- 太助：桜井センリ
- 桧山幸：香川京子（特別出演）
- 「天国の喫茶店」のママ：鰐淵晴子
- 「天国の喫茶店」の常連客・ママの恋人：丸橋夏樹
- 西山：塩見三省
- 太田：根岸季衣
- 長瀬妙子：かとうかずこ
- 長瀬郁朗：あがた森魚

## スタッフ
- 原作：松久淳、田中渉
- 企画・プロデュース：宮島秀司
- 監督：篠原哲雄
- 脚本：狗飼恭子、篠原哲雄
- 製作者：迫本淳一、森隆一、亀井修、石川富康、細野義朗、早河洋、久松猛朗
- プロデューサー：榎望、遠谷信幸
- 音楽：松任谷正隆
- 主題歌：松任谷由実「永遠が見える日」
- 撮影：上野彰吾
- 美術：小澤秀高
- 録音：岸田和美
- 編集：川瀬功
- 協賛：三井広報委員会